# Soppressore

Lo Snubber più semplice costituito da un condensatore e un resistore

Il soppressore o snubber è un circuito elettrico usato per sopprimere (uno dei significati di to snub è appunto sopprimere) i transienti elettrici.
Gli snubber sono usati frequentemente con un carico induttivo in cui l'interruzione improvvisa della corrente porta a un brusco aumento della tensione ai capi del dispositivo che genera l'interruzione. Questo picco nella tensione potrebbe portare a un guasto transitorio o permanente del dispositivo di controllo.
Una analogia per comprendere il fenomeno della sovratensione all'apertura di un carico induttivo si ha in idraulica: il colpo d'ariete alla chiusura rapida di una condotta. L'aumento rapido della pressione che si manifesta è analogo all'aumento di tensione elettrica; l'inerzia del liquido che la genera è analogo al carico induttivo; la corrente elettrica è il corrispettivo della quantità del liquido che scorre nella condotta. 
In modo simile, uno snubber può anche essere un dispositivo meccanico che limita gli impulsi di pressione sui dispositivi di misura o controllo e che viene inserito fra il processo ed il dispositivo di misura o controllo per permettere un cambiamento relativamente lento nella pressione e limitare il danneggiamento dei dispositivi collegati. 
In marineria si usano sistemi per limitare la tensione sui cavi di attracco delle imbarcazioni chiamati anch'essi snubber.
Gli snubber sono di uso comune nelle apparecchiature per uso industriale.

## Snubber RC
Spesso uno snubber è costituito da un resistore di basso valore e da un piccolo condensatore.
Questa combinazione può essere usata per sopprimere l'aumento veloce nella tensione ai capi di un tiristore o un triac, impedendo l'attivazione  errata del tiristore o del triac; lo snubber limita la velocità di aumento nella tensione (con formalismo matematico è la derivata della tensione rispetto al tempo dV/dt) ad un valore che non generi un innesco non voluto.
Gli snubbers sono inoltre usati per limitare lo scintillio attraverso i contatti dei relè in presenza di carichi induttivi (che possono provocare l'incollaggio/saldatura dei contatti). 
Uno snubber progettato con opportuni valori resistivi e capacitivi di RC (R sta per resistore, C per condensatore) può essere usato con i carichi in Corrente alternata (CA) o in Corrente continua (CC). 

## Snubber con diodo
Nei circuiti in corrente continua (CC), spesso lo snubber è un semplice diodo raddrizzatore disposto in parallelo ad un carico induttivo (quali una bobina del relè o un motore elettrico). In questo caso spesso è chiamato diodo di "ricircolo" o di "libera circolazione" (free wheeling o diodo flyback). Il diodo è collegato in modo che non conduca (sia cioè interdetto) quando il carico viene attivato. Quando il carico induttivo viene disattivato rapidamente, si avrebbe un picco di tensione nel senso inverso (l'induttore tenta di mantenere costante la corrente che circola in esso). Questo picco di tensione è conosciuto come “rimbalzo induttivo”.
Inserendo il diodo snubber connesso in antiparallelo al carico induttivo, la corrente dall'induttore scorre nel diodo, invece di generare una sovratensione sull'elemento di commutazione, dissipando l'energia immagazzinata nel carico induttivo nella resistenza dell'induttore (sempre presente come elemento parassita nei componenti reali) e nella resistenza (solitamente molto più piccola) del diodo. In questo modo il componente che controlla il carico (che può essere meccanico, come un relè, o a semiconduttore come un transistore, transistor in configurazione darlington, mosfet, transistor igbt, ecc.) viene protetto da sovratensioni che potrebbero danneggiarlo. 
Uno svantaggio del diodo raddrizzatore semplice utilizzato come snubber è che il diodo permette alla corrente di continuare a fluire nel carico (fino a quando l'energia immagazzinata in esso non scende a valori prossimi allo zero) mantenendolo attivo per un tempo transitorio che deve essere tenuto presente in fase di progettazione del circuito. Inoltre, se le commutazioni sono  particolarmente rapide e frequenti come negli alimentatori a commutazione (switching) va tenuta presente anche la carica immagazzinata nel diodo e nelle capacità parassite del carico che costituiscono anch'esse un sovraccarico per il dispositivo di controllo a semiconduttore. In tal caso si usano diodi speciali a bassa carica immagazzinata detti schottky o fast.

## Snubber più complessi
In alcuni circuiti in CC, invece di un semplice diodo, si inseriscono due diodi Zener in anti-parallelo (ossia connessi con polarità opposta) o altri dispositivi soppressori di transitori bidirezionali con un comportamento similare. Poiché questi dispositivi, nel momento in cui l'induttore deve svuotarsi dell'energia immagazzinata nel campo magnetico, presentano ai loro capi una tensione molto maggiore di quella di un semplice diodo in conduzione, l'energia dell'induttore si dissipa più rapidamente in detti dispositivi, riducendo il tempo di commutazione.
In circuiti a corrente alternata, un diodo raddrizzatore (detto anche diodo flyback) non può essere utilizzato: bisogna, quindi, usare il semplice circuito RC o due Zener in serie con polarità opposte tra loro o dei componenti appositi con un comportamento simmetrico rispetto alla polarità della tensione applicata, genericamente chiamati soppressori di transitori bidirezionali (varistori, transil e transzorb bidirezionali).